# Anne-Christin Mittwoch
Anne-Christin Mittwoch (* 1982 in Erlangen) ist eine deutsche Rechtswissenschaftlerin und Professorin an der Martin-Luther-Universität Halle-Wittenberg. Schwerpunkt ihrer Forschung und Publikationen ist europäisches Privatrecht.

## Leben
Mittwoch studierte von 2001 bis 2006 Rechtswissenschaften an der Universität Passau. Nach dem Referendariat im Bezirk des Oberlandesgerichts München legte sie 2008 das Zweite juristische Staatsexamen ab. Sie wechselte zur Humboldt-Universität zu Berlin und war bis 2013 wissenschaftliche Mitarbeiterin am Lehrstuhl von Stefan Grundmann, bei dem sie 2012/2013 promoviert wurde. Anschließend war sie Postdoc an der Universität Bremen, ab 2014 Akademische Rätin auf Zeit am Institut für Handels- und Wirtschaftsrecht der Philipps-Universität Marburg. Dort habilitierte sie sich 2020 mit einer Schrift zum Thema Nachhaltigkeit und Unternehmensrecht. Sie erhielt die Lehrberechtigung (Venia legendi) für die Fächer Bürgerliches Recht, Handels-, Gesellschafts- und Wirtschaftsrecht, Europäisches und Internationales Privatrecht sowie Rechtsvergleichung. Anschließend war sie dort Privatdozentin.
Mittwoch ist seit Oktober 2021 Inhaberin des Lehrstuhls für Bürgerliches Recht, Europäisches und Internationales Wirtschaftsrecht an der Martin-Luther-Universität Halle-Wittenberg, nachdem sie zuvor dort seit April 2020 den Lehrstuhl für Bürgerliches Recht, Wirtschaftsrecht, Internationales Privatrecht und Rechtsvergleichung vertreten hatte. Zu ihren Forschungsthemen gehören gesellschaftliche Verantwortung von Unternehmen und nachhaltige Finanzprodukte.

## Rezeption
Ihre Dissertation mit dem Titel Vollharmonisierung und Europäisches Privatrecht rezensierte Michael Stürner. Mittwoch unternehme es, „Vollharmonisierung als Vereinheitlichungskonzept im Bereich des Privatrechts umfassend aufzuarbeiten und ihre Tauglichkeit für die künftige Harmonisierung unter Beweis zu stellen“. Besondere Aufmerksamkeit widme sie dem Verbraucherrecht als exemplarisch für das Privatrecht insgesamt. Der Vorzug ihrer Arbeit liege darin, „dass sie sich weder für oder gegen die Vollharmonisierung instrumentalisieren lässt, sondern nüchtern-abwägend Stärken und Schwächen dieses Vereinheitlichungskonzeptes diskutiert“.

## Schriften (Auswahl)
Monographien und Sammelbände
- Vollharmonisierung und Europäisches Privatrecht. Methode, Implikationen und Durchführung. Berlin, de Gruyter 2013. (Schriften zum Europäischen und Internationalen Privat-, Bank- und Wirtschaftsrecht. 47.) ISBN 3-11-031668-4.
- Anne-Christin Mittwoch u. a. (Hrsg.): Netzwerke im Privatrecht. Marburger Tagung 2.–5. September 2015. Stuttgart: Boorberg Verlag 2016 (Jahrbuch der Gesellschaft Junger Zivilrechtswissenschaftler 2015), ISBN 978-3-415-05738-8.

Beiträge
- Soziales Unternehmertum im US-amerikanischen Gesellschaftsrecht: "Benefit Corporations" und "Certified B Corporations". Mit Florin Möslein, in: Rabels Zeitschrift für ausländisches und internationales Privatrecht, Band 80, H. 2 (April 2016), S. 399–434.
- Nachhaltigkeit durch Gesellschaftsrecht – auf dem Weg zu einer neuen Rechtsform? In: Andreas Rühmkorf (Hrsg.): Nachhaltige Entwicklung im deutschen Recht. Möglichkeiten und Grenzen der Förderung, Nomos, Baden-Baden 2018, ISBN 978-3-8487-4644-6, S. 87–110.
- Zertifizierung als Mosaikstein unternehmensrechtlicher Nachhaltigkeit. In: Martin Burgi, Florian Möslein (Hrsg.): Zertifizierung nachhaltiger Kapitalgesellschaften, Verlag Mohr Siebeck, Tübingen 2021, ISBN 978-3-16-160044-9, S. 51–74.
- Nachhaltiges Gesellschaftsrecht, in: Nachhaltigkeitsrecht. Zeitschrift für das Recht der nachhaltigen Entwicklung, Juni 2021, Heft 2, S. 169–177, doi:10.33196/nr202102016901.